# Celina cubensis
Celina cubensis är en skalbaggsart som beskrevs av Guignot 1947. Celina cubensis ingår i släktet Celina och familjen dykare. Inga underarter finns listade i Catalogue of Life.